# 周家屯站
周家屯站是一个锦承线上的铁路车站，位于辽宁省义县头道河乡，建于1924年，目前为四等站，邮政编码为121119。目前客运：办理旅客乘降；行李、包裹托运；货运：办理整车货物发到。